# 種村季弘
種村 季弘（たねむら すえひろ、1933年（昭和8年）3月21日 - 2004年（平成16年）8月29日）は、日本のドイツ文学者、翻訳家、評論家、エッセイスト。

## 人物
1969年（昭和44年）の著書『ナンセンス詩人の肖像』では、ルイス・キャロル、エドワード・リア、モルゲンシュテルン、ハンス・アルプらの生涯と作品を紹介。ザッヘル＝マゾッホなど多くのドイツ語圏の作家を翻訳、紹介した。澁澤龍彦や唐十郎らと共に1960年代 - 1970年代の、アングラ文化を代表する存在となる。
古今東西の異端的・暗黒的な文化や芸術に関する広汎な知識で知られ、クライストやホフマン、マゾッホなど独文学の翻訳の他、内外の幻想小説や美術、映画、演劇、舞踏に関する多彩な評論を展開し、錬金術や魔術、神秘学研究でも知られる。これに関連して、吸血鬼や怪物、人形、自動機械、詐欺師や奇人など、歴史上のいかがわしくも魅力的な事象を多数紹介。他方で幸田露伴、岡本綺堂、泉鏡花、谷崎潤一郎をはじめとする日本文学にも深く通じ、晩年は江戸文化や食文化、温泉文化などの薀蓄をユニークなエッセーに取り上げている。
稀代の博覧強記として知られ、教え子の諏訪哲史は種村を “二十世紀の日本の人文科学が世界に誇るべき「知の無限迷宮」の怪人” と評している（自身が編纂した『種村季弘傑作撰 Ⅰ』『同 Ⅱ』の解説にて）。
仏文学者で評論家の澁澤龍彦との交流でも知られ、澁澤とともに日本における幻想文学のジャンル的な確立に貢献した。

## 経歴
1933年（昭和8年）3月21日、東京市豊島区池袋に生まれる。父親は株屋であった。1944年（昭和19年）6月、長野県上山田温泉へ集団学童疎開。1945年（昭和20年）3月、中学入学のため東京へ戻り、4月、府立第九中学校へ入学する。1948年（昭和23年）4月、府立第九中学校が学制改革で都立第九高等学校へ改称（その後東京都立北園高等学校へ改称）。
1951年（昭和26年）4月、東京大学教養学部文科二類（現在の文科三類）に入学。同級に松山俊太郎、石堂淑朗、阿部良雄、吉田喜重、藤田敏八、井出孫六などがいた。前者2名とは終生深い交流があった。1953年（昭和28年）4月、東京大学文学部美学美術史科に進学。1954年（昭和29年）、東京大学文学部独文科に転科。在学中は東京大学学生新聞編集部に所属し、丸元淑生と知り合うが、伊藤成彦編集長と対立して退部する。1957年（昭和32年）に大学を卒業後、財団法人言語文化研究所附属東京日本語学校（現：学校法人長沼スクール東京日本語学校）に就職するが一年足らずで退職する。
1958年（昭和33年）9月、光文社に入社。『女性自身』編集部を経て書籍部で単行本の編集にあたり、田宮虎彦、結城昌治、梶山季之たちを担当する。1960年（昭和35年）の夏に肝炎で入院、光文社を退社しフリーとなる。1961年（昭和36年）、結婚し芝愛宕山に住むが、1965年頃まで豊島園、阿佐谷、茅ヶ崎、晴海、秩父などを転々とする。1963年（昭和38年）4月、駒澤大学文学部非常勤講師となり、翌年2月、駒澤大学文学部専任教師となる。1965年（昭和40年）、矢川澄子と共訳したグスタフ・ルネ・ホッケ『迷宮としての世界』を刊行、三島由紀夫から絶賛推薦され出版した。1967年（昭和42年）、杉並区成宗に引っ越す。
1968年（昭和43年）3月、駒澤大学を退職、同月神奈川県茅ヶ崎に引っ越す。4月より東京都立大学文学部助教授となる。同月に初の著書である評論集『怪物のユートピア』を刊行する。10月より國學院大学の講師を兼任する。1969年（昭和44年）11月、中央区晴海に引っ越す。1970年（昭和45年）11月、秩父に家を持つ。1971年2月、愛宕山に引っ越す。
1971年（昭和46年）3月、都立大学と國學院大學を退職する。1974年（昭和49年）、5月から6月にかけて初のヨーロッパ旅行。1975年（昭和50年）9月から10月にかけて二回目のヨーロッパ旅行に出かける。1976年、秩父の家を売却する。
1977年（昭和52年）、6月から9月にかけて、取材のため旧西ドイツのヴォルプスヴェーデに滞在する。1978年（昭和53年）、神奈川県大磯に引っ越す。4月より國學院大學ドイツ語専任講師となり、1979年（昭和54年）に専任助教授を経て、1981年（昭和56年）4月より教授となる。教え子に芥川賞作家となった諏訪哲史がいる。1980年（昭和55年）に神奈川県湯河原に土地を買い、1982年（昭和57年）3月に湯河原の新居に引っ越す。
1983年（昭和58年）4月から1985年（昭和60年）3月まで、朝日新聞読書欄の書評委員となる。1986年（昭和61年）1月から1987年（昭和62年）12月末まで、朝日新聞で月一回「文芸時評」を担当する。1988年（昭和63年）、朝日新聞読書欄を担当する。1991年（平成3年）7月、雑誌『太陽』の取材旅行でベルリンを訪問する。1993年（平成5年）4月より1年間、国内留学する。
1995年（平成7年）、『ビンゲンのヒルデガルトの世界』で芸術選奨文部大臣賞、斎藤緑雨賞を受賞する。同年10月、金沢で脳梗塞で倒れ入院する。1996年（平成8年）「温泉主義ストーンズ」で第2回小原庄助賞を受賞する。1997年（平成9年）、トゥウォルシュカ『遍歴　約束の土地を求めて』で日本翻訳出版文化賞を受賞する。1999年（平成11年）、著作集『種村季弘のネオ・ラビリントス』で27回泉鏡花文学賞を受賞する。2000年（平成12年）3月、國學院大學ドイツ語教授を退職し、4月より國學院大學大学院講師となる。2002年（平成14年）12月、國學院大學大学院講師を終える。
2002年（平成14年）6月末、悪性リンパ腫が見つかる。2003年（平成15年）1月、癌の手術をおこなう。2004年（平成16年）8月29日、胃癌により静岡県三島市の病院で死去。享年71。墓所は湯河原町のゆがわら吉浜霊園。

## 著書
- 『怪物のユートピア 評論集』（三一書房） 1968、新装版 1991
- 『ナンセンス詩人の肖像』（竹内書店） 1969、のち筑摩叢書、のちちくま学芸文庫
- 『吸血鬼幻想』（薔薇十字社） 1970、のち河出文庫
- 『薔薇十字の魔法』（薔薇十字社） 1972、のち青土社、のち河出文庫
- 『アナクロニズム』（青土社、ユリイカ叢書）1973、のち河出文庫
- 『怪物の解剖学』（青土社） 1974、のち河出文庫
- 『失楽園測量地図』（イザラ書房） 1974
- 『詐欺師の楽園』（学芸書林） 1975、のち白水社、のち河出文庫、のち岩波現代文庫
- 『壺中天奇聞』（青土社） 1976
- 「骰子の7の目」（F・S-ゾンネンシュターン、河出書房新社、シュルレアリスムと画家叢書7） 1976、増補新版 2006
- 『パラケルススの世界』（青土社） 1977、新版1996ほか
- 『山師カリオストロの大冒険』（中央公論社） 1978、のち中公文庫、のち河出文庫、のち岩波現代文庫
- 『ザッヘル=マゾッホの世界』（桃源社） 1978、のち筑摩叢書、のち平凡社ライブラリー
- 『箱の中の見知らぬ国』（青土社） 1978
- 『書物漫遊記』（筑摩書房） 1979、のちちくま文庫 1986
- 『黒い錬金術』（桃源社） 1979、のち白水Uブックス
- 『悪魔禮拝』（桃源社） 1979、のち河出文庫
- 『影法師の誘惑』（青土社） 1979、のち河出文庫
- 『夢の舌』（北宋社） 1979、新装版 1996
- 『ヴォルプスヴェーデふたたび』（筑摩書房） 1980
- 『愚者の機械学』（青土社） 1980、新装版 1991
- 『食物漫遊記』（筑摩書房） 1981、のちちくま文庫 1985、新版 2006
- 『夢の覗き箱 種村季弘の映画劇場』（潮出版社） 1982
- 『謎のカスパール・ハウザー』（河出書房新社） 1983、のち河出文庫
- 『ぺてん師列伝 あるいは制服の研究』（青土社） 1983、のち河出文庫、のち岩波現代文庫
- 『贋物漫遊記』（筑摩書房） 1983、のちちくま文庫 1989
- 『書国探検記』（筑摩書房） 1984、のちちくま学芸文庫 2012
- 『器怪の祝祭日 種村季弘文芸評論集』（沖積舎） 1984
- 『ある迷宮物語』（筑摩書房、水星文庫）1985
- 『好物漫遊記』（筑摩書房） 1985、のちちくま文庫 1992
- 『迷宮の魔術師たち 幻想画人伝』（求龍堂） 1985
- 『一角獣物語』（大和書房） 1985
- 『贋作者列伝』（青土社） 1986、新装版 1992
- 『迷信博覧会』（平凡社） 1987、のちちくま文庫 1991
- 『魔術的リアリズム メランコリーの芸術』（PARCO出版局） 1988、のちちくま学芸文庫 2010
- 『小説万華鏡』（日本文芸社） 1989
- 『日本漫遊記』（筑摩書房） 1989
- 『晴浴雨浴日記』（河出書房新社） 1989
- 『箱抜けからくり綺譚』（河出書房新社） 1991
- 『ハレスはまた来る 偽書作家列伝』（青土社） 1992、のち改題『偽書作家列伝』（学研M文庫） 2001
- 『遊読記 書評集』（河出書房新社） 1992
- 『ビンゲンのヒルデガルトの世界』（青土社） 1994、新版 2002
- 『澁澤さん家で午後五時にお茶を』（河出書房新社） 1994、のち学研M文庫（増補版）2003
- 『人生居候日記』（筑摩書房） 1994
- 『魔法の眼鏡』（河出書房新社） 1994
- 『不思議な石のはなし』（河出書房新社） 1996
- 『泉鏡花「海の鳴る時」の宿 晴浴雨浴日記・辰口温泉篇』（十月社） 1996
- 『徘徊老人の夏』（筑摩書房） 1997、のちちくま文庫 2008
- 『夢の覗き箱 種村季弘の洋画劇場』（北宋社） 1997
- 『死にそこないの美学 私の日本映画劇場』（北宋社） 1997 - 潮出版社（1982）の増訂版
- 『奇想の展覧会 - 戯志画人伝』（河出書房新社） 1998
- 『東海道書遊五十三次』（朝日新聞社） 2001
- 『土方巽の方へ 肉体の60年代』（河出書房新社） 2001
- 『江戸東京《奇想》徘徊記』（朝日新聞社） 2003、のち朝日文庫 2006、新版 2024
- 『畸形の神 あるいは魔術的跛者』（青土社） 2004
- 『楽しき没落 種村季弘の綺想の映画館』（論創社） 2004
- 『断片からの世界 美術稿集成』（平凡社） 2005
- 『雨の日はソファで散歩』（筑摩書房） 2005、のちちくま文庫 2010
- 『種村季弘と美術のラビリントス - イメージの迷宮へようこそ』（相馬俊樹編、アトリエサード） 2010
- 『東海道寄り道紀行』（河出書房新社） 2012 - 単行本未収録の紀行集
- 『水の迷宮』（国書刊行会） 2020 - 泉鏡花論の集成

### 作品集
- 「種村季弘のラビリントス」全10巻（青土社） 1979

1. 『怪物のユートピア』
2. 『影法師の誘惑』
3. 『吸血鬼幻想』
4. 『薔薇十字の魔法』
5. 『失楽園測量地図』
6. 『怪物の解剖学』
7. 『アナクロニズム』
8. 『悪魔禮拝』
9. 『壷中天奇聞』
10. 『パラケルススの世界』

- 「種村季弘のネオ・ラビリントス」全8巻（河出書房新社） 1998 - 1999

1. 『怪物の世界』
2. 『奇人伝』
3. 『魔法』
4. 『幻想のエロス』
5. 『異人』
6. 『食物読本』
7. 『温泉徘徊記』
8. 『綺想図書館』

- 『種村季弘傑作撰 Ⅰ 世界知の迷宮』（諏訪哲史編、国書刊行会）
- 『種村季弘傑作撰 Ⅱ 自在郷への退行』（諏訪哲史編、国書刊行会） 2013
- 『詐欺師の勉強あるいは遊戯精神の綺想 種村季弘単行本未収録論集』（齋藤靖朗編、幻戯書房） 2014
- 『種村季弘コレクション 驚異の函』（諏訪哲史編、ちくま学芸文庫） 2024

### 共著
- 『コリントン卿登場』（稲垣足穂, 野中ユリ共著、美術出版社） 1974
- 『だまし絵』（高柳篤共著、河出文庫、新版・遊びの百科全書2） 1987
- 『図説アイ・トリック』（赤瀬川原平, 高柳篤共著、河出書房新社、ふくろうの本、遊びの百科全書） 2001
- 『ああ、温泉 種村季弘とマニア7人の温泉主義宣言』（アートダイジェスト） 2001
- 『東京迷宮考 対談集』（青土社） 2001
- 『天使と怪物 対談集』（青土社） 2002
- 『異界幻想 対談集』（青土社） 2002
- 『澁澤龍彦を語る 1992～1996の対話』（河出書房新社） 1996 - 「全集」編集委員4名での座談集

### 編著
- 『アイ・トリック』（日本ブリタニカ、遊びの百科全書2） 1979
- 『東京百話』全3巻（ちくま文庫） 1986 - 1987
- 『温泉百話 東の旅 / 西の旅』（池内紀共編、ちくま文庫） 1988
- 『放浪旅読本』（光文社、『光る話』の花束2） 1989
- 『美食倶楽部　谷崎潤一郎大正作品集』（ちくま文庫） 1989
- 『日本怪談集』全2巻（河出文庫） 1989、新装版 2019
- 『日本の名随筆 別巻18 質屋』（作品社） 1992
- 『日本幻想文学集成』（国書刊行会） 1991 - 1993、新編 2017 - 作家4名の解説を担当
- 『新潮日本文学アルバム54 澁澤龍彦』（新潮社） 1993 - 巻末エッセイ平出隆
- 『日影丈吉選集』全5巻（河出書房新社） 1995
- 『泉鏡花集成』全14巻（ちくま文庫） 1995 - 1997
- 『現代ドイツ幻想小説』（編、白水社） 1970、のち改題『ドイツ幻想小説傑作集』（白水Uブックス） 1985 -以下は一部訳者
- 『ドラキュラ・ドラキュラ 吸血鬼小説集』（編、薔薇十字社） 1973、のち河出文庫 1986、新装版 2023
- 『ドイツ怪談集』（河出文庫） 1988、新装版 2020 - 16編の物語
- 『綺譚の箱』（筑摩書房、澁澤龍彦文学館5） 1990 - ドイツロマン派を軸に選訳・解説
- 『パノラマ地図の世界』（平凡社、別冊太陽スペシャル） 2003

## 翻訳
- 『迷宮としての世界』（グスタフ・ルネ・ホッケ、矢川澄子共訳、美術出版社） 1965、新版 1981ほか、のち岩波文庫（上・下、高山宏解説） 2010 - 2011
- 『小遊星物語』（パウル・シェーアバルト、桃源社、世界異端の文学） 1966、新版 1978、のち平凡社ライブラリー（高山宏解説） 1995
- 『十三の無気味な物語』（ハンス・ヘニー・ヤーン、白水社） 1967、新版 1979ほか、のち白水Uブックス 1984
- 『ブニュエル』（アド・キルー、三一書房、現代のシネマ） 1970、新版 1976
- 『象徴主義と世紀末芸術』（ハンス・H・ホーフシュテッター、美術出版社） 1970、新版 1987ほか
- 『文学におけるマニエリスム 言語錬金術ならびに秘教的組み合わせ術』全2巻（グスタフ・ルネ・ホッケ、現代思潮社） 1971、のち平凡社ライブラリー（全1巻、高山宏解説） 2012
- 『異化』（エルンスト・ブロッホ、片岡啓治, 船戸満之共訳、現代思潮社） 1971
- 『エンツェンスベルガー全詩集』（川村二郎, 飯吉光夫共訳、人文書院） 1971
- 『錬金術 タロットと愚者の旅』（R・ベルヌーリ、青土社） 1972、のち改題文庫化『錬金術とタロット』（河出文庫） 1992
- 『サセックスのフランケンシュタイン』（H・C・アルトマン、河出書房新社） 1972
- 『迷宮と神話』（カール・ケレーニイ、藤川芳朗共訳、弘文堂） 1973、新版 1986ほか
- 「クロヴィス・トルイユ」（レイモン・シャルメ、河出書房新社、シュルレアリスムと画家叢書4『骰子の7の目』） 1974
- 『イマージュの解剖学』（ハンス・ベルメール、瀧口修造共訳、河出書房新社） 1975、新版 1992
- 『毛皮を着たヴィーナス』（桃源社、マゾッホ選集1） 1976、のち河出文庫 1982、改版 2004
- 『密使 他』（桃源社、マゾッホ選集4） 1977

「密使」「コロメアのドン・ジュアン」を収載
- 『絶望と確信 20世紀末の芸術と文学のために』（グスタフ・ルネ・ホッケ、朝日出版社、エピステーメー選書） 1977、のち白水社（高山宏改訂・解説） 2013
- 『錬金術 - 精神変容の秘術』（スタニスラス・クロソウスキー・デ・ロラ[注釈 1]、平凡社、イメージの博物誌） 1978、新版（松本夏樹補訳） 2013
- 『砂男 / ブランビラ王女』（エルンスト・ホフマン、集英社、世界文学全集18） 1979
  - 『ブランビラ王女』（ちくま文庫） 1987
  - 『砂男 / 無気味なもの』（E・T・A.ホフマン / フロイト、河出文庫） 1995
- 『三位一体亭』（南柯書局、オスカル・パニッツァ小説全集） 1983
- 『夢の王国 夢解釈の四千年』（M・ポングラチュ, I・ザントナー、池田香代子, 岡部仁, 土合文夫共訳、河出書房新社） 1987
  - 『夢占い事典』（M・ポングラチュ, I・ザントナー、河出文庫） 1994
- 『ナペルス枢機卿』（グスタフ・マイリンク、国書刊行会、バベルの図書館） 1989、新編版 2013
- 『チリの地震』（クライスト、王国社） 1990、のち河出文庫 1996、新版 2011
- 『ユーゲントシュティール絵画史 - ヨーロッパのアール・ヌーヴォー』（ハンス・H・ホーフシュテッター、池田香代子共訳、河出書房新社） 1990
- 『パニッツァ全集』全3巻（オスカル・パニッツァ、筑摩書房） 1991
- 『白雪姫』（グリム、三起商行、ミキハウスの絵本） 1991
- 『アベラシオン - 形態の伝説をめぐる四つのエッセー』（巌谷国士共訳、国書刊行会、バルトルシャイティス著作集1） 1991
- 『魔法物語』（ヴィルヘルム・ハウフ、河出書房新社） 1993
- 『化学の結婚』（ヨーハン・ヴァレンティン・アンドレーエ、紀伊国屋書店） 1993、新版 2002
- 『世界温泉文化史』（ウラディミール・クリチェク、高木万里子共訳、国文社） 1994
- 『永久機関 シェーアバルトの世界』（パウル・シェーアバルト、作品社） 1994
- 『リッツェ 少女たちの時間』（ホルスト・ヤンセン、トレヴィル） 1995
- 『マグナ・グラエキア - ギリシア的南部イタリア遍歴』（グスタフ・ルネ・ホッケ、平凡社） 1996、のち平凡社ライブラリー（田中純解説） 2013
- 『遍歴 約束の土地を求めて』（ウド・トゥウォルシュカ、青土社、叢書象徴のラビリンス） 1996
- 『くるみ割り人形とねずみの王様』（E・T・A・ホフマン、河出文庫） 1996
- 『グラディーヴァ / 妄想と夢』（ヴィルヘルム・イェンゼン / ジークムント・フロイト、作品社） 1996、のち平凡社ライブラリー（新版論考森元庸介） 2014
- 『狂気の王国』（フリードリヒ・グラウザー、作品社） 1998
- 『クロック商会』（フリードリヒ・グラウザー、作品社） 1999
- 『砂漠の千里眼』（フリードリヒ・グラウザー、作品社） 2000
- 『絞首台の歌』（クリスティアン・モルゲンシュテルン、書肆山田） 2003
- 『ビリッヒ博士の最期』（リヒャルト・ヒュルゼンベック、未知谷） 2003
- 『外人部隊』（フリードリヒ・グラウザー、国書刊行会） 2004
- 『老魔法使い 種村季弘遺稿翻訳集』（フリードリヒ・グラウザー、国書刊行会） 2008 - 短篇12編と長篇2編
- 『怪奇・幻想・綺想文学集 種村季弘翻訳集成』（国書刊行会） 2012
- 『犯罪精神病』（オスカル・パニッツァ、多賀健太郎共訳、平凡社） 2018 - 遺稿の訳書
- 『夢境彷徨 種村季弘と夢想の文書館』（牧原勝志編、新紀元社、幻想と怪奇6） 2021 - 未発表翻訳ほか

## 作家論・図録
- 『怪人タネラムネラ～種村季弘の箱　別冊幻想文学13』（幻想文学出版局） 2002
- 『追悼特集 種村季弘 ぼくたちの伯父さん　KAWADE道の手帖』（河出書房新社） 2006
- 『種村季弘の眼 迷宮の美術家たち』（柿沼裕朋編、平凡社） 2014 - 板橋区立美術館での展覧会図録
- 『綺想の美術廻廊　種村季弘・異端断片集』（齋藤靖朗監修、芸術新聞社） 2024